# Perarolo di Cadore
Perarolo di Cadore – miejscowość i gmina we Włoszech, w regionie Wenecja Euganejska, w prowincji Belluno.
Według danych na styczeń 2009 gminę zamieszkiwało 379 osób przy gęstości zaludnienia 8,7 os./1 km².